# Arschficksong
Arschficksong ist ein Lied des Rappers Sido. Es erschien am 20. Mai 2002 als fünfter Track der Aggro Ansage Nr. 1, eines Labelsamplers des Independent-Labels Aggro Berlin. Das Lied, zu dem auch ein Video gedreht wurde, wurde wegen des großen Erfolges am 9. August 2004 auch als Single veröffentlicht.

## Hintergrund & Entstehung
Arschficksong ist nach Darstellung Sidos das einzige Lied, welches dieser je zuhause und nicht in einem Tonstudio geschrieben habe. Das Lied habe zum damaligen Zeitpunkt ausschließlich der Provokation gedient. Sido stellt später klar, dass es dabei weniger um seine eigenen sexuellen Vorlieben als vielmehr um „reines Punkertum“ gegangen sei.
Sido gibt des Weiteren an, das Lied bereits 2001, vor seiner Verpflichtung durch Aggro Berlin im Jahr 2002, geschrieben zu haben. Entsprechend nannte er eine Aussage des damaligen Labelchefs seiner vorherigen Plattenfirma Royal Bunker, Marcus Staiger, bezüglich der vermeintlichen lyrischen Eindimensionalität von Sidos damaliger Formation Alles ist die Sekte, welche sich demnach auf „Saufen, Kiffen und Kotzen“ beschränkt hätte, in einem Interview mit ebendiesem als Motivation. Sido habe diesem daraufhin ein Lied bieten wollen, welches tatsächlich diesem Bild entsprechen würde. Das gesprochene Intro und Outro des Liedes seien deshalb an diesen gerichtet gewesen.
Sido erstellte mit DJ Tomekk eine Dubplate vom Arschficksong, die dieser in den angesagten Clubs spielte und Sidos Song T.O.M.E.K.K. begann mit den Worten: „Guck mal sein Outfit und die allererste Arschficksongplatte hat er auch mit.“

## Textinhalt
Der Text wird in der Ich-Perspektive erzählt. Der Performer stellt sich selbst als „Jiggi Siggi von den Jiggy Brothers“ vor. Nach zwei Samples – eines von Keith Murray aus Call My Name und eines von Masta Ace aus dessen Track Born to Roll – beginnt der erste Vers mit einer Beschreibung, wie das lyrische Ich zum Analverkehr kam. Die Hookline des Tracks besteht nur aus einem mehrfach wiederholten „Da dadada daaaaada, Da dadada daaaaada“. Die zweite Strophe schließt als Battle-Vers an, ein namenloser Rapper wird lyrisch vergewaltigt, zunächst anal penetriert, dann zum Oralsex genötigt. In der dritten Strophe erläutert der Protagonist seine Vorlieben und Techniken beim Analsex und bietet seine Fähigkeiten dem lyrischen Du an.
Text und Musik stammen von Sido, der als Komponisten das Pseudonym Jiggi Siggi angibt.

## Musikvideo
Das dazugehörige Video zeigt eine Liveperformance des Songs mit B-Tight als Backup-Rapper. Dabei wird die erste Strophe a cappella gesungen und der Beat setzt mit der zweiten Strophe ein. Sido, ohne seine zu dieser Zeit charakteristische Maske, tanzt während des Rappens mit einer Frau. Das Video erschien auf der DVD Aggro Ansage DVD #1, die von der Freiwilligen Selbstkontrolle der Filmwirtschaft mit einer Altersfreigabe von 16 Jahren freigegeben wurde. Da die Bundesprüfstelle für jugendgefährdende Medien (BPjM) nicht tätig wird, wenn die FSK eine Altersfreigabe unter 18 Jahren bestimmt hat, wurde weder das Lied noch der Sampler Aggro Ansage Nr. 1 indiziert.

## Titelliste
Die Single enthält sechs verschiedene Versionen des Liedes sowie ein Livevideo.
Single
1. Original
2. Original Instrumental
3. Acapella
4. Beattight Remix
5. Bommers Aua Aua Remix
6. Relax Mix

## Kritik
Mit Sidos wachsendem Erfolg erntete Arschficksong erhöhte mediale Aufmerksamkeit und weitreichende Kritik, welche sich aber zumeist weniger mit der musikalischen Qualität des Lieds als seinem Liedtext auseinandersetzte. In der öffentlichen Diskussion über eine womögliche „sexuelle Verwahrlosung“ der Jugend wurde das Lied mehrfach als Mitauslöser für eine solche ausgemacht. Die Journalistin Theresa Bäuerlein nannte das Lied in einem Beitrag für die feministische Zeitschrift Emma als Beispiel für Raptitel die zu „Gewalt gegen Frauen“ aufrufen. Auch Alice Schwarzer kritisierte öffentlich, dass das Lied von „klassischen Foltermethoden“ handle. Insbesondere die SPD-Politikerin Monika Griefahn forderte für das Lied, welches sie als besonders verwerfliches Beispiel für frauenfeindliche und gewaltverherrlichende Rapvideos ausmachte, ein Sendeverbot, da es, wie sie in einem Beitrag in der taz klarstellte, Jugendlichen schwerfalle Song und Realität zu unterscheiden. Der Bündnis 90/Die Grünen-Politiker Omid Nouripour nannte den Arschficksong „einfach widerlich“.
Der Schriftsteller Klaus Farin differenzierte hingegen gegenüber dem Focus, dass „scheußliche Texte nicht automatisch eine scheußliche Wirkung“ hätten und wies in diesem Kontext vor allem auf die Notwendigkeit einer Auseinandersetzung mit diesen hin. Der ehemalige Royal Bunker-Labelchef und Journalist Marcus Staiger bezeichnete den Arschficksong 2008 in einem Interview mit dem Stern gar als „Ode an die homosexuelle Liebe“.

## Kommerzieller Erfolg
Auf Grund der wachsenden Beliebtheit des Liedes, das zusammen mit Mein Block Sidos Karriere ins Rollen brachte, wurde das Lied am 9. August 2004 als Single unter dem Titel Arschf*cksong veröffentlicht. Diese erreichte Platz 63 der deutschen Charts.
| ChartsChartplatzierungen | Höchstplatzierung | Wochen |
| ------------------------ | ----------------- | ------ |
| Deutschland (GfK)        | 63 (7 Wo.)        | 7      |

## Bedeutung

### Nachwirkung
Der Arschficksong ist, nicht zuletzt wegen des langjährigen Diskurses um das Lied, eines der bekanntesten Sido-Lieder und erlangte eine anhaltende Beliebtheit, sodass es auch Jahre nach seiner Veröffentlichung regelmäßiger Bestandteil von Sidos Live-Konzerten blieb. Dem gegenüber wurde Sido auch Jahre nach Veröffentlichung des Liedes in Interviews beständig mit dem Titel konfrontiert.
Felix Brummer, Sänger der Rock-Gruppe Kraftklub, gab in einem Interview an, den Arschficksong in seiner Jugend gehört zu haben und dass Lieder wie dieses im Verhältnis zu seinen Eltern „[s]ein Punk“ gewesen seien.

### Spätere Positionierung des Künstlers zum Werk
Sido selbst distanziert sich heute ein wenig von dem Song. Schon unmittelbar nach seinem Durchbruch betonte er, dass er den Arschficksong in seinen späteren Lebensumständen nicht geschrieben hätte. Er sehe das Lied als Werk eines jungen Wilden, der sich noch habe beweisen müssen. Auf seinem 2012 veröffentlichten Best of #Beste, für das er eigenen Angaben zufolge seine „persönliche Favoriten“ zusammenstellte, verzichtete er auf eine Veröffentlichung des Liedes, weil dieses nicht ins Gesamtbild passen würde. Gleichzeitig spielt er den Arschficksong weiterhin regelmäßig zum Abschluss seiner Konzerte, was vor allem der weiterhin hohen Nachfrage seiner Fans geschuldet sein soll.

### Arschficksong in anderen Liedern
Mehrere andere Künstler spielen ihrerseits in Liedern auf Sidos Arschficksong an.
Der Rapper Eko Fresh erwähnt das Lied in seinem 2005 veröffentlichten Disstrack Die Abrechnung in der Textzeile „Sido, du findest mich schön, bei Mädchen bin ichs gewöhnt/Das mit dem Arschficksong wird ein bisschen mysteriös“..
Ebenfalls 2005 spielte Azad mit dem Song Banana 2 des Kollaboalbums One mit Kool Savas auf den Arschficksong an, in dem er „Du kriegst deinen Arschfick aber ohne Song“ rappte.
Marteria veröffentlichte 2008 gemeinsam mit seinem Alter Ego Marsimoto das Lied Todesliste, auf welchem die fiktive Figur Jack Hate zahlreiche deutsche Rapper aus verschiedenen Gründen für eigene und gesellschaftliche Probleme verantwortlich macht. Zu Sido enthält dieser die Textzeile „Durch den Arschficksong sind kleine Mädchen AIDS-gefährdet“. AIDS kürzt neben dem Acquired Immune Deficiency Syndrome auch Sidos Rapformation Alles ist die Sekte ab.
Auf dem als Hidden Track im Outro des 2010 erschienenen Sido-Album Aggro Berlin enthaltenem Remix des Liedes Seniorenstatus, welches im Original von Sido und Samy Deluxe stammt, rappt Liquit Walker in Anlehnung an den Refrain des Arschficksongs „Da dadada daaaa da - guck der Viagramann“.
Im Lied Poo Tang Clan aus dem 2014 erschienenen Album Crackstreet Boys 3 der Rapgruppe Trailerpark zitiert Alligatoah die Arschficksong-Textzeile „Den Leuten fällt es auf, wir reden ständig über Scheiße“.